# .do
.do (República Dominicana) é o código TLD (ccTLD) na Internet para a República Dominicana.